# Jung Chang
Jung Chang (traditionell kinesiska: 張戎?, förenklad kinesiska: 张戎?, pinyin: Zhāng Róng), född Zhang Er'hong (张二鸿) 1952 i Yibin, Sichuanprovinsen, sedan 1987 bosatt i Storbritannien, är en kinesisk-brittisk författare. Hon slog igenom internationellt 1991 med den självbiografiska Vilda svanar, en bok som sålt i mer än 10 miljoner exemplar och översatts till ca 30 språk. Tillsammans med sin man Jon Halliday, brittisk sovjethistoriker, publicerade hon 2005 en lika kritisk som uppmärksammad och omdebatterad biografi om Mao Zedong: Mao: den sanna historien.
Chang använder Wade-Gilestranskriberingen av sitt kinesiska namn, med namnen i omvänd, västerländsk ordning med familjenamnet sist.

## Svenska översättningar
- Vilda svanar: tre döttrar av Kina, Stockholm: Stenström, 1992, ISBN 91-86600-77-X
- Mao: den sanna historien, Stockholm: Prisma, 2006, ISBN 91-518-4527-X
- Den sista kejsarinnan av Kina, Stockholm: Norstedt, 2014, ISBN 9789113023861 (inb)